# Graveyard Shift (pel·lícula de 1987)
Graveyard Shift (també titulada Central Park Drifter) és una pel·lícula de terror canadenca de 1987 escrita i dirigida per Jerry Ciccoritti, i protagonitzada per Michael A. Miranda (que és Silvio Oliviero) i Helen Papas. La pel·lícula es va titular originalment Graveyard Shift, però quan la pel·lícula es va publicar en vídeo, el títol es va canviar a Central Park Drifter (informació IMDB). Els papers secundaris van incloure Coronor (Michael Bokner), el detectiu Winsome (John Haslett Cuff), el detectiu Smith (Don James) i l'oficial Arbus (Lesley Kelly). Jerry Ciccoritti va ser nominat a la millor pel·lícula al XX Festival Internacional de Cinema Fantàstic de Sitges.

## Sinopsi
La nit fa aflorar la fam a la gent, especialment a un misteriós taxista de Nova York. És un vampir poderós. I treballar el torn de nit porta una sèrie de sensuals passatgers al seu abast. Abraçant els que estan preparats per morir, controla un regne de vampirs erràtic però ben equilibrat. Aleshores, inesperadament, descobreix una passió humana eròtica, que desencadena un mal furiós i terrorífic. Quan una gran quantitat de ciutadans innocents són massacrats sense sentit, la policia desconcertada ha de resoldre un misteri de 350 anys de passió insatisfeta.

## Repartiment
- Michael A. Miranda (acreditat com Silvio Oliviero) - Stephen Tsepes
- Helen Papas - Michelle Hayden
- Cliff Stoker - Eric Hayden
- Dorin Ferber - Gilda
- Dan Rose - Robert Kopple
- John Haslett Cuff - Det. Winsome
- Don James - Det. Smith
- Michael Bokner - Coronor
- Lesley Kelly - Officer Arbus
- Martin Bockner - Shlr Digger
- Frank Procopio - Marlo Bava
- Kim Cayer - Suzy
- Sugar Bouche - Fabulous Franne
- Jessie Taylor - Swimming Pool Blonde
- Ron Bacardi - Guy in Strip Joint
- Courtland Elliot - Junkyard Nightwatchman

## Seqüela
La pel·lícula va generar una seqüela, The Understudy: Graveyard Shift II, també protagonitzada per Michael A. Miranda.